# Marcello Mugnaini

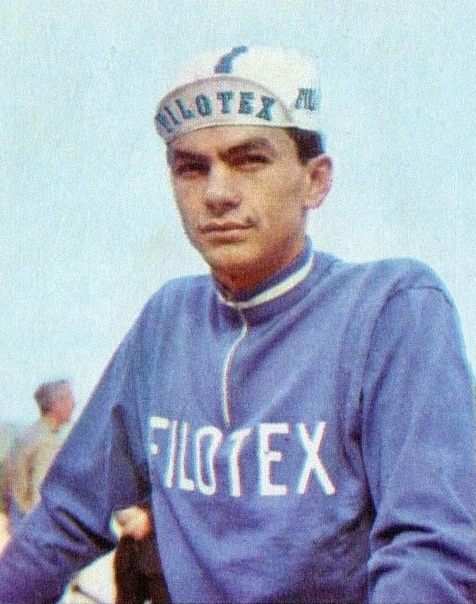
Marcello Mugnaini (1966)

Guido Marcello Mugnaini (* 12. November 1940 in Montemignaio) ist ein ehemaliger italienischer Radrennfahrer.

## Sportliche Laufbahn
Als Amateur wurde er 1962 Vize-Meister im Straßenrennen und gewann das Eintagesrennen Trophée Minardi. Er belegte den zweiten Rang im Etappenrennen Giro della Valle d’Aosta und wurde Dritter im Gran Premio della Liberazione, den Antonio Tonioli gewonnen hatte. In der Saison 1963 siegte er in der Latium-Rundfahrt mit einem Etappensieg, gewann das Einzelzeitfahren Forence–Consuma und entschied eine Etappe der Tour de l’Avenir für sich, die auf den 4. Platz der Gesamtwertung beendete.
1964 wurde er Berufsfahrer im Radsportteam Lygie und blieb bis 1969 aktiv. In seiner ersten Saison als Profi konnte er die 6. Etappe des Giro d’Italia gewinnen. Im Endklassement belegte er den 7. Platz. Im Giro della Romagna wurde er Dritter.
1965 wurde Mugnaini beim Sieg von Franco Bitossi Dritter der Tour de Suisse und gewann die 6. Etappe der Rundfahrt. Im Giro d’Italia wurde er Vierter. Als Lucien Aimar 1966 Sieger der Tour de France wurde, kam Mugniani auf den 5. Platz der Gesamtwertung. Er siegte auf der 12. Etappe der Tour. Im Giro d’Italia 1967 gewann er erneut eine Etappe, in der Tour de France schied er aus.
Den Giro d’Italia bestritt er viermal. Neben den vorderen Platzierungen 1964 und 1965 kam er 1966 und 1967 jeweils auf den 14. Rang.

## Familiäres
Sein jüngerer Bruder Gabriele Mugnaini war ebenfalls Radprofi.